# 2024년 하계 올림픽 축구 여자 선수 명단
이 문서에서는 2024년 하계 올림픽 축구 여자에 참여한 선수들의 명단을 정리한다. 18명의 선수로 한 팀이 구성되어 있고, 그 중 2명은 반드시 골키퍼가 포함되어야 한다. 참가 팀은 19번부터 22번까지 번호를 매긴 최대 4명의 대체 선수를 지명할 수 있는데, 1명은 골키퍼이고, 3명은 필드 플레이어야 한다.

## 같이 보기
- 2024년 하계 올림픽 축구 남자 선수 명단